# Крупа, Джин
Юджин (Джин) Бертрам Крупа (англ. Eugene Bertram Krupa; 15 января 1909, Чикаго — 16 октября 1973, Йонкерс, штат Нью-Йорк) — американский джазовый музыкант, барабанщик-виртуоз, бэнд-лидер, звезда «свинговой эры». Известен своим очень энергичным и ярким стилем.

## Биография
Джин Крупа (Gene Krupa) родился в Чикаго 15 января 1909 года и был самым младшим среди девяти детей Анны (девичья фамилия Oslowski) и Бартоломью Крупа. Его отец был иммигрантом из Польши, а мать родилась в Shamokin, штат Пенсильвания, также польского происхождения. Родители были очень религиозны и готовили Джина к священству. Он учился в различных церковно-приходских школах и после окончания поступил в Колледж Святого Иосифа, где проучился год, но потом решил, что это не его призвание.
Джин Крупа учился у А. Sanford Moeller и начал играть профессионально в середине 1920-х годов с различными группами в штате Висконсин. Он ворвался на сцену Чикаго в 1927 году, когда был выбран MCA, чтобы стать членом Thelma Terry and Her Playboys, первой заметной джазовой американской группы, состоящей не из девушек, но руководимой женщиной-музыкантом. Playboys были домашней группой в ночном клубе The Golden Pumpkin в Чикаго, а также гастролировали по всей восточной и центральной части США.
Его первый альбом был записан в Чикаго в 1927 г. с группой под руководством банджоиста Эдди Кондона и Рэда МакКензи. Эти записи являются примерами «чикагского стиля» джаза.
На этой сессии были записаны «China Boy», «Sugar», «Nobody’s Sweetheart» и «Liza». Записи МакКензи-Кондона также были примечательны тем, что являются одним из ранних примеров использования полного комплекта барабанов. На Джина Крупа большое влияние в это время оказывали Табби Холл (Tubby Hall) и Зутти Синглтон (Zutty Singleton). Но, наибольшее влияние на него в этот период имел барабанщик Бэби Доддс (Baby Dodds), что очень сильно отразилось на манере игры Джина Крупа.
Через два года он переехал в Нью-Йорк, где играл в театральных бэндах, участвовал в бродвейских шоу, вошёл в группу Рэда Николза. Его кумиром стал Чик Уэбб.
В 1934 году присоединился к оркестру Бенни Гудмена. Одной из самых популярных песен оркестра с участием Джина стала «Sing, Sing, Sing», записанная в 1938 году. В том же году Джин покинул оркестр из- за разногласий с Гудманом, который считал, что Джин подменяет настоящую музыку шоу.
Премьера собственного оркестра Крупы состоялась уже в ноябре. Этот бэнд существовал до 1943 года и стал заметным явлением в жизни Нью-Йорка, особенно в тот период, когда в нём работали трубач Рой Элдридж и певица Анита О’Дэй. В 1943 году Крупа был арестован за хранение двух сигарет с марихуаной и получил три месяца тюремного заключения.
По окончании 1940-х годов биг-бенды оказались на обочине джазовой дороги: Каунт Бейси распустил группу, а Вуди Герман уменьшил свою до октета. Джин Крупа постепенно сокращал размер группы в конце 1940-х годов, а с 1951-го выступал во главе трио или квартета, часто показывая мульти-инструменталиста Эдди Шу на тенор-саксофоне, кларнете и губной гармошке. Джин Крупа регулярно выступал на шоу Jazz At the Philharmonic. Наряду с Ball of Fire он снялся в 1946 году в классическом The Best Years Of Our Lives. Его спортивный барабанный стиль, временные интервалы и использование тарелок развивались в течение этого десятилетия, чтобы угнаться за изменениями моды и вкуса, но не дошли до периода бибопа.
В 1945-51 Крупа возглавил второй состав своего биг-бэнда, в котором выступали Чарли Вентура, Анита О’Дэй и начинающий аранжировщик и саксофонист Джерри Маллиган.
В 1954 году Джин Крупа вернулся в Голливуд, чтобы сниматься в таких фильмах, как «История Гленна Миллера» (англ. The Glenn Miller Story) и «История Бенни Гудмена» (англ. The Benny Goodman Story). В 1959 году вышел фильм-биография самого Крупа The Gene Krupa Story, Сэл Минео изобразил Крупа, в фильме имел эпизодическую роль Рэд Николс. Пианист Дэйв Фришберг, который играл с Крупа, был особенно поражен точностью одного ключевого момента в фильме: «Сцена, где персонаж Крупа роняет палки во время большого сольного выступления и публика понимает, что он „back on the stuff“. Я помню, по крайней мере, пару раз в жизни, когда Джин уронил палку и люди в аудитории начали шептаться между собой, показывая на него».
Он продолжал выступать в знаменитых клубах в 1960-х годах, например в Metropole возле Таймс-Сквер в Нью-Йорке, часто играя в дуэте с барабанщиком Кози Коулом. Все чаще его беспокоили боли в спине, Джин Крупа перестал играть в конце 1960-х и открыл музыкальную школу. Крупа иногда играл на публике в начале 1970-х годов, незадолго до смерти.

В 1973 году Джин Крупа умер от сердечного приступа, ему было 64 года. На его похоронах Бадди Рич сказал: 

Он был не просто лучшим — он был самым лучшим.

## Творческое наследие
Крупа стал первым значительным солистом эпохи свинга. Он был первым барабанщиком, который использовал том-томы и продумывал свои сольные эпизоды.

Соло на ударных должно обладать целостностью. Когда я начинаю соло, то должен иметь точное представление о том, что я собираюсь сыграть.

Я счастлив, что мне удалось сделать две вещи: я превратил барабанщика оркестра в высокоуважаемого человека и мне удалось привлечь к джазу внимание многих людей.

В 1978 году Джин Крупа стал первым барабанщиком, введенным в Зал славы журнала Modern Drummer (Modern Drummer Hall of Fame). В 2016 году журнал Rolling Stone включил Крупу в свой список величайших барабанщиков всех времён, поместив его на 7 место.

## Дискография
- Timme Rosenkrantz' 1945 Concert, Vol. 3 [live] (Commodore, 1945)
- Town Hall Concert (1945) [live] (Commodore, 1945)
- Trio at Jatp [live] (Verve, 1946)
- The Original Drum Battle (Verve, 1952)
- Drum Battle (Verve, 1952)
- The Exciting Gene Krupa (Enoch’s Music, 1953)
- Sing Sing Sing (Verve, 1954)
- The Driving (Verve, 1954)
- Gene Krupa, Vol. 1 (Clef, 1954)
- Gene Krupa, Vol. 2 (Clef, 1954)
- The Jazz Rhythms of Gene Krupa (Verve, 1955)
- Krupa & Rich (Verve, 1955)
- The Gene Krupa Quartet (Clef, 1955)
- Drummer Man [Verve] (Verve, 1956)
- Hey…Here’s Gene Krupa (Verve, 1957)
- Krupa Rocks (Verve, 1957)
- Gene Krupa Plays Gerry Mulligan Arrangements (Verve, 1958)
- Big Noise from Winnetka [live] (1959)
- The Gene Krupa Story [Original Soundtrack] (Verve, 1959)
- Percussion King (Verve, 1961)
- Burnin' Beat (Verve, 1962)
- The Great New Gene Krupa Quartet (Verve, 1964)